# Nazionale maschile under 18 di pallacanestro dell'India
La nazionale di pallacanestro indiana Under-18 è una selezione giovanile della nazionale indiana di pallacanestro, ed è rappresentata dai migliori giocatori di nazionalità indiana di età non superiore ai 18 anni.
Partecipa a tutte le manifestazioni internazionali giovanili di pallacanestro per nazioni gestite dalla FIBA.

## Partecipazioni

### FIBA AsiaBasket Under-18
- 1970 - 5°
- 1972 - 4°
- 1977 - 15°
- 1980 - 12°
- 1982 - 10°

- 1989 - 12°
- 1990 - 11°
- 1995 - 9°
- 1996 - 13°
- 1998 - 11°

- 2000 - 12°
- 2002 - 13°
- 2004 - 7°
- 2006 - 13°
- 2008 - 13°

- 2010 - 13°
- 2012 - 10°
- 2014 - 13°
- 2016 - 8°
- 2018 - 11°

- 2022 - 9°